# 世界平和連合
世界平和連合（せかいへいわれんごう、英語: Federation for World Peace; FWP）は、世界平和統一家庭連合（旧統一教会）の創始者の文鮮明が1991年に創設した政治団体。日本支部は1996年に設立された。

## 概要・沿革
1991年8月28日、統一教会（現・世界平和統一家庭連合）の創始者の文鮮明は自身の政治信条にかなう世界の実現のため、「世界平和連合」をソウルで創設した。日本の公式サイトには、「残存する共産主義世界の解放とともに、世界が抱える諸問題、すなわち食糧・貧困・格差・環境・青少年教育問題等を解決する目的で創設」されたと記されている。同年9月26日、日本統一教会会長の久保木修己は会長職を退き、アメリカの責任者であった神山威が日本統一教会2代目会長に就任した。
1996年3月21日、日本支部が東京で設立された。初代会長には久保木が就任した。反共産主義を掲げ、憲法改正を主張。保守系の政治家に様々な働きかけを行っている。「アジアと日本の平和と安全を守る」と題した教団の関連イベントでは平和大使協議会とともに共催者として関わる。
2010年、日本統一教会第12代会長の梶栗玄太郎が国際勝共連合会長と世界平和連合会長に就任。
2012年12月26日、梶栗が腎臓癌のため死去。梶栗の死に伴い、12月29日、徳野英治が同会長に復帰した。
2013年3月25日、国際勝共連合と世界平和連合の「新春のつどい」が都内で開催。あわせて、太田洪量の国際勝共連合会長就任式も行われた。同年、太田は世界平和連合会長にも就任した。
同年6月30日、安倍晋三首相は自民党本部の総裁応接室で、徳野、太田、全国祝福家庭総連合会総会長の宋龍天と面談した。面談には、萩生田光一、安倍の実弟の岸信夫、国際勝共連合副会長の渡邊芳雄、同団体幹部が同席した。安倍は、4日後に公示を控えた参院選に比例区から立候補する北村経夫の当落予想について徳野、太田らと協議し、徳野に北村の支援を直接依頼した。この年の参院選で、世界平和連合は3人の自民党候補者を支援した。そのうち名前が明らかとされているのは上記の北村であった。7月21日投開票。北村は知名度も低く「当選には程遠い」と言われていたが、自民党が比例代表で獲得した18議席中、15位で初当選した。
2016年の第24回参議院議員通常選挙に際しても、安倍晋三は統一教会の組織票を差配。選挙公示直前、臨床検査技師の業界団体が比例区に擁立した宮島喜文への世界平和連合の推薦が決まった。自民党は比例代表で19議席を獲得し、宮島は党内得票数17位で初当選を果たした。
2017年、太田が国際勝共連合会長と世界平和連合会長を退任。後任に、梶栗玄太郎の長男の梶栗正義がそれぞれ就任。梶栗正義はそのほか、「平和大使協議会」と「国際ハイウェイ財団」の会長、「UPFジャパン」（天宙平和連合の日本支部）の議長も務めている。
2022年6月2日、第26回参議院議員通常選挙・比例区の立候補予定者である元職の井上義行は神奈川県小田原市で「井上よしゆき君を激励する会」を開催。安倍晋三は、同選挙においては井上に教団の組織票を割り振っていた。当該集会の司会者は冒頭で「参議院議員選挙のなかでご支援をいただくことになった全国の支援団体の皆様に本日はお越しいだいています」と述べたあと、いちばん初めに世界平和連合事務総長の魚谷俊輔を紹介した。集会には安倍も出席し、応援演説をした。
同年6月13日、「天宙平和連合」が創設した世界平和国会議員連合の日本の議員連盟「日本・世界平和議員連合懇談会」は総会を開催。顧問である梶栗は、同年7月の参院選に向けた講演をした。講演の際に配布されたアンケート用紙には「次期参議院選挙の地方区で、世界平和連合の応援を希望する議員がおられればお書き下さい」と書かれてあった。会長代行の奥野信亮は「この懇談会に入っていればしっかり（選挙で）応援してくれる」という趣旨の発言をした。
同年6月16日、世界平和連合の多摩東京事務局長は、教団信者ら数百人が登録されているLINEグループに、教団の八王子家庭教会で行われる参院選関連の激励会への参加要請のメッセージを投稿した。6月18日、八王子家庭教会には150人ほどの信者らが集まり、自民党東京都連会長の萩生田光一と、萩生田が強力に推すおニャン子クラブの元メンバーの生稲晃子を拍手で迎えた。二人が退席したあと、前述の井上義行も教会を訪問した。7月10日に投開票が行われ、生稲は初当選した。自民党は比例代表に特定枠2人を含め計33人の候補者を擁立し、18議席を獲得。井上は11番目の得票数で2期目の当選を果たした。
同年10月6日、自民党参議院幹事長の世耕弘成は参議院本会議の代表質問で「この団体（統一協会）の教義に賛同する我が党議員は一人もいない」と言い切った。ところが10月20日、朝日新聞のスクープにより、世界平和連合と平和大使協議会が2021年の衆院選と2022年の参院選の際、自民党議員に対し「推薦確認書」を提示し、署名を求めていたことが明らかとされた。推薦確認書は下記の5つの項目から成り、事実上の「政策協定」であった。
教団関係者は取材に、全国各地で数十人規模に署名を求めたと証言した。同年11月の時点で、推薦確認書に署名したことが判明した国会議員は、斎藤洋明、大串正樹、山田賢司、深澤陽一の4人だった。
2024年2月6日、朝日新聞朝刊が、衆院選公示2日前の2021年10月17日、世界平和連合が盛山正仁のために神戸市勤労会館で主催した「盛山正仁衆議院議員国政報告会」に盛山が出席し、前述の推薦確認書に署名していたと報じた。盛山が推薦状を手にした写真も掲載された。

## 所在地
日本支部の所在地は東京都渋谷区宇田川町36-6 ワールド宇田川ビル9F。ワールド宇田川ビルの概要および主な入居団体は下記のとおり（2021年10月の時点）。
- 建物名称：ワールド宇田川ビル・西村ビル（複合建物）
- 所在地：東京都渋谷区宇田川町36-6
- 建物規模：地上10階／地下2階

| 9F | 世界平和連合                                             |
| 8F | 渋谷家庭教会渋谷ミッションセンター、南東京平和大使協議会 |
| 7F | （略）                                                   |
| 6F | （略）                                                   |
| 5F | 日本放送協会                                             |
| 4F | 渋谷セミナールーム                                       |
| 3F | 日本放送協会                                             |
| 2F | （略）                                                   |
| 1F | （略）                                                   |